# IKEA A/S
|  | Sammenskrivningsforslag Artiklen IKEA A/S er foreslået føjet ind i IKEA. (Siden oktober 2024) Diskutér forslaget |

IKEA A/S er en dansk møbelkæde med 6 varehuse i Danmark og hovedkvarter i Taastrup. IKEA A/S er et datterselskab til nederlandske Ingka Holding, som driver 367 IKEA-varehuse. Handelsselskabet Ikano A/S blev etableret i Danmark i 1967. I 1987 skiftede de navn til IKEA Handelsselskab A/S. Siden 1996 har selskabets navn været IKEA A/S. Det første varehus i Danmark åbnede i Ballerup den 13. marts 1969. Senere rykkede det til Taastrup. I dag har IKEA A/S seks varehuse i hhv. Taastrup, Gentofte, København, Odense, Aarhus og Aalborg. I 2023 havde IKEA A/S over 2.000 fuldtidsansatte. Omsætningen i 2023 var på 5,197 mia. danske kroner.